# 국가배상청구권
국가배상청구권(國家賠償請求權)이라 함은 공무원의 직무상 불법행위로 손해를 받은 국민이 국가 또는 공공단체에 대하여 정당한 배상을 청구할 수 있는 권리를 말한다.
국가배상청구권에 관해서는, 그것이
1. 현실적 권리(또는 직무효력규정)이냐 방침적 권리(또는 방침규정)인지,
2. 청구권적 기본권인지 재산권(채권)인지,
3. 공권인지 사권인지

가 문제되고 있다.
헌법 제29조는 국가배상청구권의 주체를 국민이라고 규정하고 있으므로 국가배상청구권은 대한민국 국민에게만 인정된다. 외국인에 대해서는 국가배상법 제7조의 상호보증주의에 따라 한국국민에 대하여 국가배상책임을 인정하고 있는 외국의 국민에게만 예외적으로 국가배상청구권이 인정된다. 또한 국가배상청구권은 자연인뿐만 아니라 법인에게도 인정된다(통설).
국가배상청구의 유형에는
1. 공무원의 직무상 불법행위로 인한 손해발생의 경우와
2. 영조물의 설치·관리의 하자로 인한 손해발생의 경우

의 두 유형이 있다.
국가배상청구권이 성립하기 위해서는 ‘공무원’의 ‘직무상’의 ‘불법행위’로 ‘손해’가 발생하여야 한다.

## 연평해전 당시 국가배상 문제
2차연평해전 당시 보수세력은 정부와 여성부에 대해 연평해전 전사자에 대해 보상금 문제로 비난하였으나 이 문제는 김대중 대통령과 여성부와 상관 없는 문제다.
문제되는 이중배상금지는 헌법 29조 2항은 흔히 `유신헌법`으로 불리는 1972년 제7차 개정 때 도입됐다. 그 이전엔 전사 장병 유가족이나 부상 장병들은 법이 정하는 보상금을 받고 지휘관의 잘못된 지시 등에 대해 국가에 손해배상 소송을 청구할 수 있었다.
그러나 박정희는 그들에게 보상금을 적게 주기 위해 1967년 국가배상법 2조를 제정해 직무수행 중 입은 손해에 대해 보상을 받을 경우 국가에 잘못이 있어도 손해배상을 청구할 수 없고 대신 개정된 연금법 법정 액수만 받았는데 당시에 군인 월급 36월치가 전부였고 2004년까지 계속되었다.
1987년 민주화가 되면서 개헌 논의가 일어났으나 민정당과 타 정당내 박정희 잔여세력의 반대로 무산되었다.

2차 연평해전이 일어나고 군인 여러 명이 전사하면서 보상금문제가 크게 대두되었으나 헌법상 문제로 이중배상금지 문제는 해결하지 못하였다. 정부는 2차 연평해전 전사자 유족들에게 국민성금을 해서 우회적으로 보상했고 2002년 연금법 개정 법안을 발의하여 2004년 1월에야 통과시켰다. 참여정부는 군인연금법 시행령을 개정하여 적과의 교전과정에서 전사한 군 장병의 유족들이 최고 2억 원의 사망 보상금을 받을 수 있도록 하고 연금 대상자인 부사관 이상 간부에 대해서는 보상금을 높였다.

## 판례
- 공무원이 직무수행 중 불법행위로 타인에게 손해를 입힌 경우 국가가 국가배상책임을 부담하는 외에 공무원 개인도 고의 또는 중과실이 있는 경우에는 불법행위로 인한 손해배상책임을 지지만, 공무원에게 경과실뿐인 경우 공무원 개인은 손해배상책임을 부담하지 아니한다. [3] 다만, 
  - 공무원의 범죄행위(직권남용, 허위공문서 작성, 불법체포 등)는 민사 책임 여부와 관계없이 형사처벌 가능
  - 즉, 국가배상에서 경과실이라고 개인 책임이 없어도 형사 책임은 별도로 물을 수 있음
  - 목적: 공무원의 범죄 행위에 대한 처벌과 사회적 책임 부과
  - 국가배상책임은 공무원의 고의 또는 과실로 인한 불법행위에 대한 민사상의 배상책임입니다. 반면, 형사책임은 공무원의 범죄행위에 대한 처벌을 의미합니다. 따라서 불법체포와 같은 행위는 국가배상책임과 형사책임 모두에 해당할 수 있습니다.
  - 국가배상청구와 형사고소는 병행하여 진행할 수 있습니다.

- 국회의원의 입법행위는 그 입법 내용이 헌법의 문언에 명백히 위배됨에도 불구하고 국회가 굳이 당해 입법을 한 것과 같은 특수한 경우가 아닌 한 ｢국가배상법｣ 제2조 제1항 소정의 위법행위에 해당한다고 볼 수 없다.[4]

- 이 사건 법률조항은 헌법 제29조 제1항이 규정하는 국가배상청구권을 일부 제한하고 있다 하더라도 일정한 요건하에 그 행사를 제한하고 있는 점에서 그 본질적인 내용에 대한 침해라고는 볼 수 없을 뿐더러, 그 제한의 목적과 수단 및 방법에 있어서 정당하고 상당한 것이며 그로 인하여 침해되는 법익과의 사이에 입법자의 자의라고 볼 정도의 불균형이 있다고 볼 수도 없어서 기본권제한의 한계를 규정한 헌법 제37조 제2항에 위반된다고 볼 수도 없다.[5]